# Comunità Montana Valli Po, Bronda e Infernotto
Die Comunità Montana Valli Po, Bronda e Infernotto (Im Italienischen meist ohne Beistrich geschrieben) ist eine im Jahr 2006 gegründete Berggemeinschaft (Vereinigung mehrerer Gemeinden) im Valle Po, dem Oberlauf des Po in der Region Piemont.
Für italienische Gemeinden sind solche Zusammenschlüsse seit 1972 möglich. Sie sollen zu einer Aufwertung der Bergregionen, zum Stoppen der Abwanderung und für gemeinsame kommunale Funktionen (z. B. Energie-, Wasserversorgung, Müllabfuhr) dienen.
Zur Bergkommune Valli Po Bronda e Infernotto gehören folgende Gemeinden:
- im eigentlichen Valle Po: Crissolo, Gambasca, Martiniana Po, Oncino, Ostana, Paesana, Revello, Rifreddo und Sanfront;
- in nördlichen Seitentälern: Barge (Piemont) und Envie;
- am Rand der Poebene: Bagnolo Piemonte, Brondello, Castellar (Piemont) und Pagno.

Die Comunità Montana hat ihren Sitz in Paesana.